# Lukashin
Lukashin là một đô thị thuộc tỉnh Armavir, Armenia. Dân số ước tính năm 2011 là 2541 người.